# الأثر الكوري في الثقافة اليابانية
يشير الأثر الكوري في الثقافة اليابانية إلى التأثيرات التي حملتها القارة الآسيوية التي نشأت أو مرّت عبر شبه الجزيرة الكورية ومنها إلى المؤسسات والثقافة واللغة والمجتمع الياباني. نظرًا لكون شبه الجزيرة الكورية جسرًا ثقافيًا بين اليابان والصين طيلة القسم الأعظم من تاريخ شرق آسيا، اكتشفت هذه التأثيرات ضمن مجموعة متنوعة من جوانب الثقافة اليابانية، بما فيها التكنولوجيا، والفلسفة، والفنون، والأساليب الفنية.
من الأمثلة البارزة حول الأثر الكوري على الثقافة اليابانية هو هجرة ما قبل التاريخ لشعوب شبه الجزيرة الكورية إلى اليابان قرب نهاية فترة جومون اليابانية واستقدام البوذية إلى اليابان عن طريق مملكة بايكتشي سنة 538 ميلادية. منذ منتصف القرن الخامس وحتى أواخر القرن السابع الميلادي، استفادت اليابان من بايكتشي وجايا الذين جلبوا معهم المعرفة بعلم المعادن، وصناعة الخزف، والقانون، والكتابة الصينية. عرفت فنون الرسم والعمارة اليابانية تعديلًا بسبب التحوّر الذي طرأ على أنماط الفن القارية في كوريا، بدءًا من تصميم المعابد البوذية إلى الأجسام الصغيرة مثل التماثيل والمنسوجات والسيراميك. في أواخر القرن السادس عشر، أسفرت الغزوات اليابانية لكوريا عن قدر كبير من الاحتكاك الثقافي. قاد الحرفيون الكوريون الذين جاءوا إلى اليابان في ذلك الوقت ثورة في صناعة الفخار اليابانية.
نشأت العديد من التأثيرات الكورية على اليابان في الصين، لكن كوريا تبنيها وأضفت التعديلات عليها قبل وصولها إلى اليابان. كان دور المقاطعات الكورية القديمة في نقل الحضارة القارية موضع إهمال لفترة طويلة، وأصبح هدفًا للدراسة الأكاديمية على نحو متزايد. من جانب آخر، صنعت القوميتان الكورية واليابانية تعقيدات أمام تفسير تلك التأثيرات.

## تأثيرات شبه الجزيرة الكورية في عصور ما قبل التاريخ على الأرخبيل الياباني
بين عامي 800 و600 قبل الميلاد، بدأت تقنيات جديدة ومواضيع ثقافية تظهر في اليابان، بدءًا من كيوشو. حلت ثقافة يايوي التي مارست زراعة حقول الأرز محل ثقافة جومون في جميع أنحاء اليابان. وفقًا للمؤرخين جينا بارنز وساتورو ناكازونو، مثل ذلك تدفقًا ثقافيًا من جنوب كوريا إلى كيوشو. على النقيض من ذلك، يقول تشارلز تي. كيلي أن زراعة حقول الأرز، التي نشأت الصين، كان من الممكن أنها أتت من الصين مباشرة.
كانت النتيجة من ذلك نموًا سريعًا في عدد سكان اليابان خلال فترة يايوي وفترة كوفون اللاحقة. بدأ الشعب الياباني أيضًا في استخدام أدوات معدنية، ورؤوس للسهام، وأشكال جديدة من الفخار، وخنادق مائية، ومدافن، وأنماط سكنية ذات منشأ يعود لشبه الجزيرة الكورية. إحدى الأسباب الرئيسية لتلك التغيرات الهائلة في المجتمع الياباني كان تدفق المهاجرين من جنوب كوريا. قدر المؤرخ هيروشي تسوده هجرة ما يصل إلى 1.8 مليون كوري إلى اليابان خلال فترة يايوي. وفقًا لما ذكره ساتورو ناكازونو، «استمت تلك الفترة بالاستقدام الممنهج لثقافة شبه الجزيرة الكورية».
وفقًا للمؤرخ الياباني تاداشي نيشيتاني، فإن موقع يوشينوغاري، وهو موقع أثري في كيوشو يعود إلى أواخر فترة يايوي، يبدو شبه مطابق للقرى في شبه الجزيرة الكورية التي تعود للفترة نفسها. على النقيض من ذلك، تظهر المدافن في يوشينوغاري علامات تشير إلى وجود تأثير لقيادة ليلانغ الصينية. استوردت اليابان خلال تلك الفترة أعدادًا كبيرة من المرايا والخناجر من شبه الجزيرة الكورية. إلى جانب نوع من الحلي المنحني يدعى بالماغاتما، سرعان ما أصبحت «كنوز كوريا الثلاثة» مثمنة من قبل النخبة اليابانية كما في كوريا، وفي اليابان أصبحت تلك الكنوز في وقت لاحق تعرف بالكنوز المقدسة الثلاث (الشارات الإمبراطورية).

## التأثيرات الكورية على اليابان القديمة والكلاسيكية
مع بداية فترة كوفون حوالي العام 250 ميلادية، يشير بناء قبر عملاق أطلق عليه اسم «كوفون» إلى ظهور نخب المحاربين الأقوياء، مستفيدين كم ممارسات أكثر كثافة للزراعة واستخدام تقنيات الحديد. وازدادت الاتصالات مع البر الرئيسي القاري، إذ أجرت اليابان اتصالات مكثفة مع الجماعات الكورية الجنوبية الحاكمة، سعيًا لتأمين إمدادات الحديد والسلع المادية الأخرى، في حين أرسلت مبعوثين إلى الصين (في الأعوام 238، و243، 247). ما شكّل نمطًا من التعاملات العسكرية والسياسية المكثفة مع القوى الكورية في شبه الجزيرة الكورية استمر لأربعة قرون. حسب الباحث هيونغ إل باي، لم يكن هناك تمييز قومي كوري وياباني واضح خلال الفترة الممتدة نحو القرن الرابع الميلادي.
لعب الاحتكاك الثقافية مع كوريا، التي كانت آنذاك مقسمة إلى إلى عدة دول مستقلة، دورًا حاسمًا في تطوير كل من الحكومة والمجتمع الياباني خلال فترة كوفون والفترة الكلاسيكية التي تلتها. تدفقت معظم الابتكارات من كوريا إلى اليابان، وليس العكس، ويرجع ذلك بأساسه إلى قرب كوريا من الصين. رغم أن العديد من الأفكار والتقنيات إلى وصلت إلى اليابان من كوريا كانت صينية الأصل، إلى أن المؤرخ ويليام واين فارس يشير إلى أن شعوب شبه الجزيرة الكورية وضعت «بصمتها المميزة» عليها قبل وصولها إلى اليابان. وصلت بعض تلك الابتكارات إلى اليابان من خلال التجارة، ولكنها جاءت في حالات أخرى بواسطة مهاجرين من شبه الجزيرة الكورية. نجحت فترة ياماتو اليابانية بإحراز ذلك جزئيًا بسبب نجاحها في كسب احتكار استيراد الثقافة والتكنولوجيا من شبه الجزيرة الكورية إلى اليابان. حسب فارس، وصلت استعارة اليابان للثقافة الكورية «أوجها في منتصف القرن الخامس، ومنتصف القرن السادس، وفي أواخر القرن السابع»، «وساعدت على تشكيل ثقافة مادية استمرت لألف سنة».

### الهجرة من كوريا القديمة إلى اليابان
خلال تلك الفترة، كانت الهجرة من كوريا عاملًا هامًا وراء نقل ثقافة شبه الجزيرة الكورية إلى اليابان. جاء معظم المهاجرين من شبه الجزيرة، المعروفين حينها باسم «كيكاجين إلى اليابان، خلال فترة من الحرب الإقليمية المكثفة التي اجتاحت شبه الجزيرة الكورية بين أواخر القرن الرابع وأواخر القرن السابع. حضّت التقاليد اليابانية مملكة ياماتو على إرسال بعثات عسكرية لمساندة مملكة بايكتشي في بداية عام 369، وهي مساعدات عسكرية قيل إنها مكنت الأخيرة من تأمين قبضة ناكتونغ ضد أعدائها من مملكتي شلا وغوغوريو.
كان العديد من أولئك المهاجرين الذين فتحت لهم حكومة اليابان أبوابها من بايكتشي وغايا. حمل أولئك المهاجرون ثقافتهم معهم إلى اليابان، وبمجرد وصولهم إلى هناك أصبحوا في كثير من الأحيان مسؤولين كبار وفنانين وحرفيين. لعب المهاجرون من شبه الجزيرة الكورية وذريتهم دورًا هامًا في البعثات الثقافية اليابانية إلى مملكة سوي الصينية، بل قيل أن بعض العائلات من شبه الجزيرة الكورية ناسبت أفرادًا من البيت الإمبراطوري في اليابان. بحلول عام 700، قدر أن قرابة ثلث جميع الأرستقراطيين اليابانيين يعودون في أصلهم إلى شبه الجزيرة الكورية، بمن فيهم عشيرة آيا. رغم توزع المهاجرين الكوريين في جميع أنحاء اليابان، إلا أنهم تركزوا بصفة خاصة في محافظة نارا، وهي المنطقة التي ضمت العاصمة اليابانية. حسب أحد التقديرات، كان نحو 80 إلى 90% من شعب نايا منحدرين من أصل بايكجي بحلول العام 773، وتشير التحليلات التشريحية التي أجريت مؤخرًا إلى أن اليابانيين الذين يعيشون في تلك المنطقة لا يزالون أكثر ارتباطًا بالأصل الكوري أكثر من أي منطقة أخرى في اليابان.
ربما كانت عشيرة سوغا، التي لها صلات وثيقة بنخبة بايكجي، أيضًا من أصل بايكجي. كان كل من تيجي كادواكي وويليام واين فارس من بين الباحثين الذين ساقوا الحجج لصالح النظرية القائلة بأن عشيرة سوغا لديها أصل من شبه الجزيرة الكورية.